# Kamer van volksvertegenwoordigers (samenstelling 1950-1954)
De lijst van leden van de Belgische Kamer van volksvertegenwoordigers van 1950 tot 1954. De Kamer van volksvertegenwoordigers telde toen nog 212 leden.  Het nationale kiesstelsel was in die periode gebaseerd op algemeen enkelvoudig stemrecht voor alle Belgen van 21 jaar en ouder, volgens een systeem van evenredige vertegenwoordiging op basis van de methode-D'Hondt, gecombineerd met een districtenstelsel.
De 35ste legislatuur van de Kamer van volksvertegenwoordigers liep van 20 juni 1950 tot 12 maart 1954 en volgde uit de verkiezingen van 4 juni 1950.
Tijdens deze legislatuur waren achtereenvolgens de regering-Duvieusart (juni - augustus 1950), de regering-Pholien (augustus 1950 - januari 1952) en de regering-Van Houtte (januari 1952 - april 1954) in functie, steunend op een absolute meerderheid van CVP-PSC. De oppositie bestond dus uit BSP-PSB, de Liberale Partij en KPB-PCB.

## Zittingen
In de 35ste zittingsperiode (1950-1954) vonden vijf zittingen plaats. Van rechtswege kwamen de Kamers ieder jaar bijeen op de tweede dinsdag van november.
| Zitting               | Opening          | Sluiting        |
| --------------------- | ---------------- | --------------- |
| buitengewone zitting  | 20 juni 1950     | 9 november 1950 |
| 2de zitting 1950-1951 | 14 november 1950 | 9 november 1951 |
| 3de zitting 1951-1952 | 13 november 1951 | 7 november 1952 |
| 4de zitting 1952-1953 | 11 november 1952 | 5 november 1953 |
| 5de zitting 1953-1954 | 10 november 1953 | 12 maart 1954   |

## Samenstelling
| Begin legislatuur (1950) | Begin legislatuur (1950) | Begin legislatuur (1950) | Einde legislatuur (1954) | Einde legislatuur (1954) | Einde legislatuur (1954) |
| Fractie                  | Fractie                  | Zetels                   | Fractie                  | Fractie                  | Zetels                   |
| ------------------------ | ------------------------ | ------------------------ | ------------------------ | ------------------------ | ------------------------ |
|                          | CVP-PSC                  | 108                      |                          | CVP-PSC                  | 108                      |
|                          | BSP-PSB                  | 77                       |                          | BSP-PSB                  | 76                       |
|                          | Liberale Partij          | 20                       |                          | Liberale Partij          | 20                       |
|                          | KPB-PCB                  | 7                        |                          | KPB-PCB                  | 7                        |
|                          |                          |                          |                          | Onafhankelijke           | 1                        |

Wijzigingen in fractiesamenstelling:
- In 1951 wordt Isabelle Blume-Grégoire uit de BSP-PSB gezet en zetelt vanaf dan als onafhankelijke.

## Lijst van de volksvertegenwoordigers
| Volksvertegenwoordiger          | Partij  | Kieskring                 | Opmerkingen |
| ------------------------------- | ------- | ------------------------- | --- |
| Leo Delwaide                    | CVP-PSC | Antwerpen                 | |
| Frans Van Cauwelaert            | CVP-PSC | Antwerpen                 | Parlementsvoorzitter en voorzitter van de commissie Buitenlandse Zaken en Buitenlandse Handel en de commissie Algemene Zaken.                                |
| Hendrik Marck                   | CVP-PSC | Antwerpen                 | Quaestor. |
| Josse Mertens de Wilmars        | CVP-PSC | Antwerpen                 | Vervangt vanaf 1 april 1952 François-Xavier van der Straten-Waillet, die ambassadeur wordt.                                                                  |
| Leo Scheere                     | CVP-PSC | Antwerpen                 | |
| Georges Loos                    | CVP-PSC | Antwerpen                 | |
| Louis Kiebooms                  | CVP-PSC | Antwerpen                 | |
| Antoon Fimmers                  | CVP-PSC | Antwerpen                 | |
| Albert Verlackt                 | CVP-PSC | Antwerpen                 | |
| Maria-Theresia De Moor-Van Sina | CVP-PSC | Antwerpen                 | |
| Eduard Dehandschutter           | CVP-PSC | Antwerpen                 | |
| Camille Huysmans                | BSP-PSB | Antwerpen                 | |
| Willem Eekelers                 | BSP-PSB | Antwerpen                 | |
| Louis Major                     | BSP-PSB | Antwerpen                 | |
| Lode Craeybeckx                 | BSP-PSB | Antwerpen                 | |
| Frans Detiège                   | BSP-PSB | Antwerpen                 | |
| Mathilde Schroyens              | BSP-PSB | Antwerpen                 | |
| Jos Van Eynde                   | BSP-PSB | Antwerpen                 | |
| Louis Joris                     | LP      | Antwerpen                 | Ondervoorzitter en voorzitter van de commissie Koloniën, de commissie Landsverdediging en de commissie Justitie.                                             |
| Willy Koninckx                  | LP      | Antwerpen                 | |
| Alfons Verbist                  | CVP-PSC | Mechelen                  | |
| Jozef Smedts                    | CVP-PSC | Mechelen                  | Vervangt vanaf 6 oktober 1953 de overleden Edgar Maes. Maes was secretaris tot aan zijn dood op 23 juli 1953.                                                |
| Emiel Van Hamme                 | CVP-PSC | Mechelen                  | |
| Jos De Saeger                   | CVP-PSC | Mechelen                  | |
| Antoon Spinoy                   | BSP-PSB | Mechelen                  | |
| Jan Van Winghe                  | BSP-PSB | Mechelen                  | |
| Lode Peeters                    | CVP-PSC | Turnhout                  | |
| Julius Mertens                  | CVP-PSC | Turnhout                  | |
| Octaaf Verboven                 | CVP-PSC | Turnhout                  | |
| Leo De Peuter                   | CVP-PSC | Turnhout                  | |
| Kamiel Berghmans                | CVP-PSC | Turnhout                  | |
| Augustinus Hens                 | BSP-PSB | Turnhout                  | |
| André Saint-Rémy                | CVP-PSC | Brussel                   | |
| Raymond Nossent                 | CVP-PSC | Brussel                   | Vervangt vanaf 10 mei 1951 de overleden Henri Carton de Wiart.                                                                                               |
| Charles du Bus de Warnaffe      | CVP-PSC | Brussel                   | Voorzitter van de CVP-PSC-fractie van 12 oktober 1950 tot 13 december 1952.                                                                                  |
| Paul Vanden Boeynants           | CVP-PSC | Brussel                   | |
| Arthur Gilson                   | CVP-PSC | Brussel                   | |
| Raymond Scheyven                | CVP-PSC | Brussel                   | |
| Paul Humblet                    | CVP-PSC | Brussel                   | |
| Gabriëlle Fontaine-Vanhoof      | CVP-PSC | Brussel                   | Vervangt vanaf 11 november 1952 Albert Coppé, die ondervoorzitter van de Europese Gemeenschap voor Kolen en Staal wordt.                                     |
| Marguerite De Riemaecker-Legot  | CVP-PSC | Brussel                   | Secretaris vanaf 21 oktober 1953. |
| Renaat Van Elslande             | CVP-PSC | Brussel                   | |
| Herman Vergels                  | CVP-PSC | Brussel                   | |
| Jan Van den Eynde               | CVP-PSC | Brussel                   | Quaestor. |
| Corneel Verbaanderd             | CVP-PSC | Brussel                   | |
| Paul-Henri Spaak                | BSP-PSB | Brussel                   | |
| Victor Larock                   | BSP-PSB | Brussel                   | |
| Joseph Bracops                  | BSP-PSB | Brussel                   | |
| Fernand Brunfaut                | BSP-PSB | Brussel                   | Ondervoorzitter en voorzitter van de commissie Verkeerswezen, de commissie Wederopbouw en de commissie Openbare Werken.                                      |
| Marc-Antoine Pierson            | BSP-PSB | Brussel                   | Vervangt vanaf 11 november 1952 de overleden Léon Meysmans.                                                                                                  |
| Pierre Vinck                    | BSP-PSB | Brussel                   | Vervangt vanaf 16 januari 1951 de overleden Joseph Vanhellemont.                                                                                             |
| Hendrik Fayat                   | BSP-PSB | Brussel                   | |
| Frans Gelders                   | BSP-PSB | Brussel                   | |
| Julien Geldof                   | BSP-PSB | Brussel                   | |
| Isabelle Blume-Grégoire         | BSP-PSB | Brussel                   | Zetelt vanaf 13 november 1951 als onafhankelijke. |
| Joseph Peereboom                | BSP-PSB | Brussel                   | |
| Jules-Désiré Messinne           | BSP-PSB | Brussel                   | |
| Albert Devèze                   | LP      | Brussel                   | |
| Léon Mundeleer                  | LP      | Brussel                   | |
| Charles Jacques Janssens        | LP      | Brussel                   | |
| Ernest Demuyter                 | LP      | Brussel                   | |
| Lucien Cooremans                | LP      | Brussel                   | |
| Fernand Blum                    | LP      | Brussel                   | |
| Edgard Lalmand                  | KPB-PCB | Brussel                   | |
| Albert de Vleeschauwer          | CVP-PSC | Leuven                    | |
| Gaston Eyskens                  | CVP-PSC | Leuven                    | Voorzitter van de CVP-PSC-fractie vanaf 18 december 1952. |
| Lucien Mellaerts                | CVP-PSC | Leuven                    | |
| Fernand Hermans                 | CVP-PSC | Leuven                    | |
| François Tielemans              | BSP-PSB | Leuven                    | |
| Jozef Feyaerts                  | BSP-PSB | Leuven                    | |
| Paul Kronacker                  | LP      | Leuven                    | |
| Jean-Baptiste Junion            | CVP-PSC | Nijvel                    | Vervangt vanaf 17 augustus 1950 Jules Descampe, die uit ontevredenheid over de afloop van de Koningskwestie ontslag neemt.                                   |
| Félix Georges Camby             | BSP-PSB | Nijvel                    | Vervangt vanaf 31 januari 1951 de overleden Gaston Baccus.                                                                                                   |
| Léon Ernest Deltenre            | BSP-PSB | Nijvel                    | |
| Justin Peeters                  | BSP-PSB | Nijvel                    | |
| Jean Borremans                  | KPB-PCB | Nijvel                    | Voorzitter van de KPB-PCB-fractie tot 15 december 1950. |
| Gerard Eneman                   | CVP-PSC | Brugge                    | |
| Léopold Deschepper              | CVP-PSC | Brugge                    | |
| Alfons De Nolf                  | CVP-PSC | Brugge                    | |
| Achiel Van Acker                | BSP-PSB | Brugge                    | |
| Julius Wostyn                   | BSP-PSB | Brugge                    | |
| Alfred De Taeye                 | CVP-PSC | Kortrijk                  | |
| Albert De Clerck                | CVP-PSC | Kortrijk                  | |
| Omer Vandenberghe               | CVP-PSC | Kortrijk                  | |
| André Dequae                    | CVP-PSC | Kortrijk                  | |
| Jules Deconinck                 | BSP-PSB | Kortrijk                  | |
| Marcel Demets                   | BSP-PSB | Kortrijk                  | |
| Karel Goetghebeur               | CVP-PSC | Veurne-Diksmuide-Oostende | |
| Godfried Develter               | CVP-PSC | Veurne-Diksmuide-Oostende | |
| Jan Piers                       | CVP-PSC | Veurne-Diksmuide-Oostende | |
| Roger De Kinder                 | BSP-PSB | Veurne-Diksmuide-Oostende | |
| Adolphe Van Glabbeke            | LP      | Veurne-Diksmuide-Oostende | |
| Albert De Gryse                 | CVP-PSC | Roeselare-Tielt           | |
| Camiel Verhamme                 | CVP-PSC | Roeselare-Tielt           | |
| Guido Gillès de Pelichy         | CVP-PSC | Roeselare-Tielt           | |
| Magdalena Van Daele-Huys        | CVP-PSC | Roeselare-Tielt           | |
| Arthur Sercu                    | BSP-PSB | Roeselare-Tielt           | |
| Fernand Lefère                  | CVP-PSC | Ieper                     | |
| Jeroom Stubbe                   | CVP-PSC | Ieper                     | |
| Hilaire Lahaye                  | LP      | Ieper                     | |
| Albert Vanden Berghe            | CVP-PSC | Aalst                     | |
| Ludovic Moyersoen               | CVP-PSC | Aalst                     | |
| Eugeen Moriau                   | CVP-PSC | Aalst                     | |
| Karel Fransman                  | CVP-PSC | Aalst                     | |
| Prosper De Bruyn                | BSP-PSB | Aalst                     | |
| Louis D'haeseleer               | LP      | Aalst                     | |
| Jan Verroken                    | CVP-PSC | Oudenaarde                | |
| Maurice Herman                  | CVP-PSC | Oudenaarde                | |
| Eugène Soudan                   | BSP-PSB | Oudenaarde                | |
| August De Schryver              | CVP-PSC | Gent-Eeklo                | |
| Camiel Struyvelt                | CVP-PSC | Gent-Eeklo                | |
| Geeraard Van den Daele          | CVP-PSC | Gent-Eeklo                | |
| Paul Supré                      | CVP-PSC | Gent-Eeklo                | |
| Théo Lefèvre                    | CVP-PSC | Gent-Eeklo                | |
| Placide De Paepe                | CVP-PSC | Gent-Eeklo                | |
| Paul Eeckman                    | CVP-PSC | Gent-Eeklo                | |
| Edward Anseele jr.              | BSP-PSB | Gent-Eeklo                | |
| Jozef Chalmet                   | BSP-PSB | Gent-Eeklo                | Quaestor. |
| Amédée De Keuleneir             | BSP-PSB | Gent-Eeklo                | |
| Arthur De Sweemer               | BSP-PSB | Gent-Eeklo                | |
| Henri Liebaert                  | LP      | Gent-Eeklo                | |
| Fernand Van Doorne              | LP      | Gent-Eeklo                | |
| Hendrik Heyman                  | CVP-PSC | Sint-Niklaas              | Ondervoorzitter en voorzitter van de commissie Economische Zaken en Middenstand, de commissie Openbaar Onderwijs en de commissie Arbeid en Sociale Voorzorg. |
| Jozef Van Royen                 | CVP-PSC | Sint-Niklaas              | |
| Frans Van Goey                  | CVP-PSC | Sint-Niklaas              | |
| Jozef Vercauteren               | BSP-PSB | Sint-Niklaas              | Secretaris. |
| Benoit Van Acker                | CVP-PSC | Dendermonde               | |
| Josephus Steps                  | CVP-PSC | Dendermonde               | |
| William Bruynincx               | CVP-PSC | Dendermonde               | |
| Julius De Pauw                  | BSP-PSB | Dendermonde               | |
| Oscar Behogne                   | CVP-PSC | Charleroi                 | |
| Maurice Brasseur                | CVP-PSC | Charleroi                 | |
| Fernand Devilers                | CVP-PSC | Charleroi                 | |
| Georges Bohy                    | BSP-PSB | Charleroi                 | Voorzitter van de BSP-PSB-fractie. |
| Arthur Gailly                   | BSP-PSB | Charleroi                 | |
| Joseph Dedoyard                 | BSP-PSB | Charleroi                 | |
| Corneille Embise                | BSP-PSB | Charleroi                 | |
| René De Cooman                  | BSP-PSB | Charleroi                 | |
| Raoul Hicguet                   | BSP-PSB | Charleroi                 | |
| Fernand Masquelier              | LP      | Charleroi                 | Quaestor. |
| Georges Glineur                 | KPB-PCB | Charleroi                 | |
| Hilaire Willot                  | CVP-PSC | Bergen                    | |
| Leo Collard                     | BSP-PSB | Bergen                    | |
| Alfred Bonjean                  | BSP-PSB | Bergen                    | Vervangt vanaf 8 november 1951 de overleden Louis Piérard.                                                                                                   |
| Henri Deruelles                 | BSP-PSB | Bergen                    | |
| Achille Delattre                | BSP-PSB | Bergen                    | |
| René Leclercq                   | LP      | Bergen                    | |
| Jean Terfve                     | KPB-PCB | Bergen                    | |
| Joseph Oblin                    | CVP-PSC | Zinnik                    | Secretaris. |
| Gaston Hoyaux                   | BSP-PSB | Zinnik                    | |
| Joseph Martel                   | BSP-PSB | Zinnik                    | |
| Emile Duret                     | BSP-PSB | Zinnik                    | |
| Charles Gendebien               | CVP-PSC | Thuin                     | Vervangt vanaf 16 juli 1951 de overleden Ernest Challe. |
| Henri Dujardin                  | CVP-PSC | Thuin                     | |
| Max Buset                       | BSP-PSB | Thuin                     | |
| Gaston Juste                    | BSP-PSB | Thuin                     | Secretaris. |
| Pierre Wigny                    | CVP-PSC | Doornik-Aat               | |
| Maurice Couplet                 | CVP-PSC | Doornik-Aat               | |
| Jules Hossey                    | BSP-PSB | Doornik-Aat               | |
| Camille Vangraefschepe          | BSP-PSB | Doornik-Aat               | |
| René Lefebvre                   | LP      | Doornik-Aat               | Voorzitter van de LP-fractie. |
| Alphonse Bonenfant              | KPB-PCB | Doornik-Aat               | |
| Eugène Charpentier              | CVP-PSC | Hoei-Borgworm             | |
| Antoine Goffin                  | CVP-PSC | Hoei-Borgworm             | |
| Edmond Leburton                 | BSP-PSB | Hoei-Borgworm             | |
| Georges Housiaux                | BSP-PSB | Hoei-Borgworm             | |
| Pierre Harmel                   | CVP-PSC | Luik                      | |
| Marcel Philippart de Foy        | CVP-PSC | Luik                      | Ondervoorzitter en voorzitter van de commissie Landbouw, de commissie Binnenlandse Zaken en de commissie Volksgezondheid en Gezin.                           |
| Paul Streel                     | CVP-PSC | Luik                      | |
| Joseph Merlot                   | BSP-PSB | Luik                      | |
| René Demoitelle                 | BSP-PSB | Luik                      | |
| Alexandrine Fontaine-Borguet    | BSP-PSB | Luik                      | |
| Simon Paque                     | BSP-PSB | Luik                      | |
| François Van Belle              | BSP-PSB | Luik                      | Ondervoorzitter en voorzitter van de commissie Financiën. |
| Antoine Sainte                  | BSP-PSB | Luik                      | |
| Georges Dejardin                | BSP-PSB | Luik                      | |
| Jean Rey                        | LP      | Luik                      | |
| Maurice Destenay                | LP      | Luik                      | |
| Léon Timmermans                 | KPB-PCB | Luik                      | Vervangt vanaf 10 oktober 1950 de overleden Julien Lahaut.                                                                                                   |
| Théo Dejace                     | KPB-PCB | Luik                      | Voorzitter van de KPB-PCB-fractie vanaf 15 december 1950. |
| Jean Discry                     | CVP-PSC | Verviers                  | |
| Pierre Kofferschläger           | CVP-PSC | Verviers                  | |
| Albert Parisis                  | CVP-PSC | Verviers                  | |
| Jules Hoen                      | BSP-PSB | Verviers                  | Quaestor. |
| Germaine Copée-Gerbinet         | BSP-PSB | Verviers                  | |
| Jacques Van der Schueren        | LP      | Verviers                  | |
| Paul Clerckx                    | CVP-PSC | Hasselt                   | |
| Alfred Bertrand                 | CVP-PSC | Hasselt                   | Secretaris. |
| Gerard Bijnens                  | CVP-PSC | Hasselt                   | |
| Paul Meyers                     | CVP-PSC | Hasselt                   | |
| Walter-Joseph Thys              | BSP-PSB | Hasselt                   | Verkozen op een kartellijst van BSP-PSB en LP. |
| Germaine Craeybeckx-Orij        | CVP-PSC | Tongeren-Maaseik          | Vervangt vanaf 28 november 1950 Louis Roppe, die provinciegouverneur van Limburg wordt.                                                                      |
| Jozef Dupont                    | CVP-PSC | Tongeren-Maaseik          | |
| Pierre Dexters                  | CVP-PSC | Tongeren-Maaseik          | |
| Lambert Goffings                | CVP-PSC | Tongeren-Maaseik          | |
| Frans Robyns                    | CVP-PSC | Tongeren-Maaseik          | |
| Pierre Diriken                  | BSP-PSB | Tongeren-Maaseik          | Verkozen op een kartellijst van BSP-PSB en LP. |
| Jean Merget                     | CVP-PSC | Aarlen-Marche-Bastenaken  | Quaestor. Voorzitter van de CVP-PSC-fractie tot 12 oktober 1950.                                                                                             |
| Justin Gaspar                   | CVP-PSC | Aarlen-Marche-Bastenaken  | |
| Ernest Rongvaux                 | BSP-PSB | Aarlen-Marche-Bastenaken  | Verkozen op een kartellijst van BSP-PSB en LP. |
| Philippe Le Hodey               | CVP-PSC | Neufchâteau-Virton        | |
| Désiré Lamalle                  | CVP-PSC | Neufchâteau-Virton        | |
| Edmond Jacques                  | BSP-PSB | Neufchâteau-Virton        | Verkozen op een kartellijst van BSP-PSB en LP. |
| Abel Charloteaux                | CVP-PSC | Dinant-Philippeville      | |
| Henri Lambotte                  | CVP-PSC | Dinant-Philippeville      | |
| Mathieu Jacques                 | CVP-PSC | Dinant-Philippeville      | |
| Roger Rommiée                   | BSP-PSB | Dinant-Philippeville      | |
| Maurice Jaminet                 | CVP-PSC | Namen                     | Secretaris vanaf 14 november 1950. |
| Charles Héger                   | CVP-PSC | Namen                     | Secretaris tot 16 augustus 1950. |
| René Dieudonné                  | BSP-PSB | Namen                     | |
| Gustave Fiévet                  | BSP-PSB | Namen                     | |
| Louis Namèche                   | BSP-PSB | Namen                     | |